# Шелепень, Александр Кириллович
Александр Кириллович Шелепень (13 октября 1918, дер. Заборье, ныне Витебская область — 12 июня 1964, Петрозаводск) — советский военнослужащий, участник Великой Отечественной войны, Герой Советского Союза, командир батареи 121-й гаубичной артиллерийской бригады  2-й артиллерийской дивизии 6-го артиллерийского корпуса прорыва 5-й ударной армии 1-го Белорусского фронта, старший лейтенант.

## Биография
Родился в крестьянской семье Кирилла Григорьевича Шелепня и Александры Михайловны Шелепень, белорус. Окончил 8 классов Клестицкой средней школы Россонского района. Работал счетоводом в Юховичском леспромхозе.
В Красной Армии с 1938 года. Участник Великой Отечественной войны с июня 1941 года. Член ВКП(б) с 1943 года.
Командир батареи 121-й гаубичной артиллерийской бригады старший лейтенант Александр Шелепень отличился в боях за взятие столицы гитлеровской Германии — Берлина.
16 апреля 1945 года в районе города Цехин во время контратаки противника Александр Шелепень с группой бойцов батареи автоматным огнём и гранатами поддержал бой стрелковых подразделений.
22—28 апреля 1945 года батарея старшего лейтенанта Шелепеня на улицах Берлина огнём прямой наводки уничтожила свыше тридцати опорных пунктов врага.
Указом Президиума Верховного Совета СССР от 15 мая 1946 года за образцовое выполнение боевых заданий командования на фронте борьбы с немецко-фашистским захватчиками и проявленные при этом мужество и героизм старшему лейтенанту Шелепеню Александру Кирилловичу присвоено звание Героя Советского Союза с вручением ордена Ленина и медали «Золотая Звезда».
С 1947 года капитан Шелепень А. К. — в запасе.
1947—1950 годах — работал инспектором Главного Управления по делам промышленной и потребкооперации при Совете министров СССР по Полоцкой области.
Жил и работал в столице Карельской АССР городе Петрозаводске.
Скончался 12 июня 1964 года. Похоронен в Петрозаводске на Сулажгорском кладбище.

## Награды
Награждён орденом Ленина, орденами Красного Знамени, Отечественной войны 1-й и 2-й степеней, медалями.

## Семья
В 1947 году женился на Солдатенковой Ольге Антоновне (17.12.1922—09.05.2014), после замужества — Шелепень. Проживали в Полоцке. В 1952 году у них родилась дочь — Татьяна Александровна Шелепень (в замужестве — Герасимова, Санкт-Петербург).

## Память
Именем А. К. Шелепеня названа улица в посёлке городского типа Россоны Россонского района Витебской области Белоруссии.